# Acolutha shirozui
Acolutha shirozui là một loài bướm đêm trong họ Geometridae.